# Ignaz Moscheles
(Issac) Ignaz Moscheles (pronunție în germană [ˈig.nats ˈmɔ.ʃɛ.lɛs]; n. 23 mai 1794, Praga, Regatul Boemiei – d. 10 martie 1870, Leipzig, Confederația Germană de Nord) a fost un pianist, virtuoz și compozitor boemian. A fost prieten și, periodic, profesor de pian al lui Felix Mendelssohn.